# アメリカン180
アメリカン180（American-180）は、1960年代にアメリカ合衆国で開発された短機関銃である。使用弾薬は.22ロングライフル弾で、給弾は大容量のパンマガジンによって行われる。設計者ディック・カスール技師は、.454カスール弾を手がけたことでも知られる人物である。
半自動射撃のみの派生型、アメリカンSAR180/275はオレゴン州リドルのE&Lマニュファクチャリング社（E&L Manufacturing）によって製造されている。

## 歴史
1960年代、ディック・カスールはカスールM290（Casull Model 290）として知られる銃器を設計した。M290はバネ式のパンマガジンを備えたライフルだったが、高価かつ複雑な設計であり、最終的な製造数は80丁程度に留まったと言われている。しかし、1970年代に入ると、M290の設計は「警察向け小口径短機関銃」という形で再評価されることになる。
.22LR弾は低反動かつ射撃精度に優れている上、比較的低威力なため、流れ弾や跳弾、貫通弾による被害が抑えられることが期待された。また、M290は大容量のパンマガジンを備えていたため、これを用いてフルオート射撃を行えば、十分なストッピングパワーも確保しうるとされたのである。再設計されたモデルの名称はアメリカン180とされ、アメリカの企業との契約のもとオーストリアで製造が行われ、クリストファー・アンド・アソシエイツ社（Christopher & Associates）によるアメリカ国内への輸入が行われた。その後、アメリカン・アームズ・インターナショナル社（American Arms International）がオーストリア製の部品を用いてアメリカ国内での生産を行い、さらにS&Sアームズ社（S&S Arms）による部品の国内生産も行われた。1986年、機関銃の所持規制に関連する銃所有者保護法の制定に関連し、アメリカン・アームズ・インターナショナル社のオーナーがアルコール・タバコ・火器及び爆発物取締局から起訴を受けた。1987年にはイリノイ・アームズ・カンパニー社（Illinois Arms Company, Inc., ILARCO）がアメリカン・アームズ・インターナショナル社を買収した。ILARCOはフェザー・インダストリーズ（Feather Industries）と共同でアメリカン180のセミオートモデルの設計を行っていたものの完成には至らず、最終的にはE&Lマニュファクチャリング社が残された機材等を購入し、以後アメリカン180シリーズの販売を行うことになった。
アメリカン180は地方警察機関への販売を想定して売り込みが行われ、その他に連邦および各州の刑務所でも暴動対策用装備として採用された。一方、極めて高い発射速度で放たれた.22LR弾がコンクリートブロックを破壊したり、軽量な防弾チョッキを貫通する可能性があることから、囚人に奪われた際に脅威になる可能性が高いとして、アメリカン180の採用を取りやめた機関もあった。結局、1986年の規制による影響と法執行機関における需要不足のため、アメリカン180は商業的に成功を収めることができなかった。

## 設計

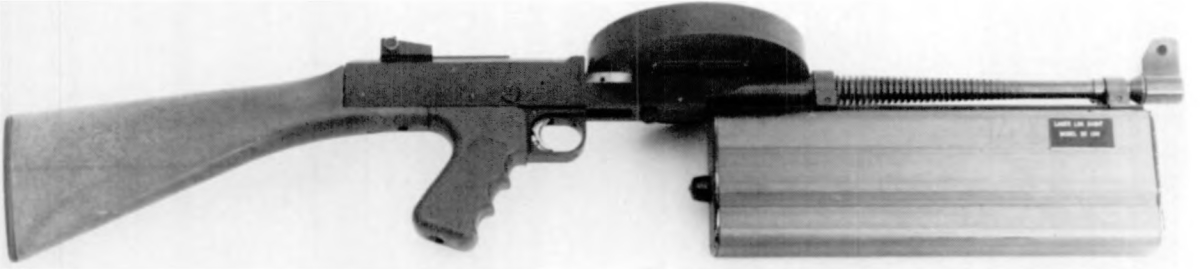
レーザーサイトを取り付けたアメリカン180

アメリカン180は短機関銃としては一般的なオープンボルト・シンプルブローバック機構によって動作し、動作機構に特筆する点は無い。特徴は銃の上部に搭載されるパンマガジンで、約180発(実際は177発)という装弾数を誇り、これが製品名の由来となっている。マガジンは射撃時にゼンマイ動力で回転するが、ゼンマイ部分が分離する構造となっており、マガジンへの装填の際にゼンマイのテンションはかからない設計となっている。弾薬を保持する「マガジンリップ」に相当するパーツも本体側に用意されており、マガジン側の給弾口は単なる穴であるため装填作業に力は必要無いものの、一発づつ込めるため作業時間は長い。当初は金属製の3層式177連発弾倉を備えていたが、後に樹脂製の弾倉が設計された。樹脂製弾倉は3層式、4層式、5層式があり、それぞれ165発、220発、275発の弾薬を収めることができた。発射速度はおよそ1,200発/分と大柄な短機関銃でありながら小型のマシンピストル並に早いが、銃自体の重量と使用弾により反動はかなり小さく、適切に保持すれば連射してもほとんど照準がブレない程である。アクセサリーとしてレーザーサイトが用意されている。.22ショートマグナム弾（.22 Short Magnum）を使用するモデルも設計された。.22ショートマグナム弾は、.22ウィンチェスター・マグナム・リムファイア弾を22LR弾と同寸法に再設計した弾薬で、.22ILARCO弾としても知られる。.22LR弾よりも強力で、発射速度も1,500発/分まで向上していた。
サプレッサーを取り付けることもできたが、消音効果は限られていた。また、アンダーカバー・ブリーフケース（undercover briefcase）というオプションも用意されていた。これは短銃身とレーザーサイトを取り付けたアメリカン180を収めたブリーフケースで、ハンドル部分に2つのスイッチがあり、最初の1つでレーザーサイトを点灯すると共に安全装置を解除し、2つ目のスイッチで引き金が引かれて発砲できるというものだった。ILARCOでは2連装モデルが販売されていたほか、三脚に据え付けて使用する4連装モデルも設計されていた。